# Guaiqueríes de Margarita
O Guaiqueríes de Margarita é uma agremiação profissional de basquetebol situada na cidade de La Asunción, Nueva Esparta, Venezuela que disputa atualmente a LPB.